# Rothia westwoodi
Rothia westwoodi là một loài bướm đêm trong họ Noctuidae.